# Comtat d'Atlantic
El Comtat d'Atlantic és un dels 21 comtats de l'estat de Nova Jersey, al nord-est dels Estats Units. La seu de comtat és Mays Landing i la ciutat més gran és Atlantic City. El comtat comprèn l'àrea estadística metropolitana Atlantic City-Hammonton i és part de l'àrea estadística combinada Filadèlfia-Camden-Wilmington. La població estimada el 2019 va ser 263.670. El comtat té una superfície aproximada de 1.439,26 quilòmetres quadrats. La renda mitjana per llar és $54,559.